# Old Harbour
Old Harbour är en ort i Jamaica. Den ligger i parishen Parish of Saint Catherine, i den centrala delen av landet, 30 km väster om huvudstaden Kingston. Old Harbour ligger 30 meter över havet och antalet invånare är 26 024. Den ligger på ön Jamaica.
Terrängen runt Old Harbour är platt söderut, men norrut är den kuperad. En vik av havet är nära Old Harbour söderut. Närmaste större samhälle är Spanish Town, 16,9 km öster om Old Harbour.